# جون لوبوك، بارون أفيبري الأول
كان جون لوبوك، بارون أفيبري الأول، البارونيت الرابع للمجلس الخاص للمملكة المتحدة وللملازم المساعد ولزمالة الجمعية الملكية والمعهد الأنثروبولوجي الملكي في بريطانيا العظمى وإيرلندا، عرف باسم السير جون لوبوك، وشغل منصب البارونت الرابع منذ عام 1865 حتى عام 1900، مصرفيًا وسياسيًا ليبراليًا وفاعل خير وعالمًا وموسوعيًا بريطانيًا. عمل لوبوك لدى شركة عائلته وكمصرفي، غير أنه قدم مساهمات هامة في علم الآثار ووصف الأعراق البشرية، وفي أفرع عديدة من البيولوجيا. نحت لوبوك مصطلحي «العصر الحجري القديم» و«العصر الحجري الحديث» للدلالة على ذلك العصرين الحجريين. وساعد على تأسيس علم الآثار كفرع معرفي، وكان مؤثرًا في الجدالات المتعلقة بنظرية التطور. أدخل لوبوك أول قانون لحماية إرث المملكة المتحدة الأثري والمعماري. وكان أيضًا عضوًا مؤسسًا لنادي إكس.

## نشأته
ولد جون لوبوك في عام 1834، وكان ابنًا للبارونت الثالث السير جون لوبوك، الذي كان مصرفيًا من لندن، وترعرع في بيت الأسرة في حديقة هاي إلمز، بالقرب من داون في كينت. كانت الأسرة تمتلك منزلين، أحدهما كان يقع في 29 إيتون بليس، في ساحة بيغلريف حيث ولد جون، وكان الآخر يقع في ميتشام غروف. كان لوبوك الأب قد درس الرياضيات في جامعة كامبردج، وكتب حول الاحتمالات وعلم الفلك. بصفته زميلًا في الجمعية الملكية، انخرط لوبوك بشغف في النقاشات العلمية لتلك الفترة، وأيضًا شغل منصب نائب مستشار جامعة لندن. خلال عام 1842، عاد والده إلى المنزل وهو يحمل «خبرًا رائعًا»: قال لوبوك الابن في وقت لاحق أنه ظن في البداية أن الخبر سيكون شراء حصان جديد، وأنه أصيب بخيبة حين علم أن الخبر كان انتقال تشارلز داروين إلى بيت داون في القرية. ولكن الابن أصبح خلال فترة قصيرة زائرًا دائمًا لبيت داون، وبات أقرب أصدقاء داروين الشبان. أثارت علاقتهما في لوبوك الشاب شغفًا بالعلم ونظرية التطور. كانت والدة جون، هاريت، متدينة بشدة.
في عام 1845، بدأ لوبوك دراسته في جامعة إيتون. بعد إنهاء الدارسة في الكلية، وظف لوبوك في مصرف والده، لوبوك وشركاه، (الذي اندمج لاحقًا مع مصرف كوتس وشركاه)، والذي أصبح شريكًا فيه في سن ال 22. نحو العام 1852، ساعد لوبوك في بحث داروين بتفحص البرنقيل وتوضيحها. وفي عام 1865، خلف والده في منصب البارون.

## الأعمال والسياسة
في مطلع السبعينيات من القرن التاسع عشر، تزايد اهتمام لوبوك بالسياسة. وفي عام 1870، ومرة أخرى في عام 1874، انتخب عضوًا في البرلمان عن الحزب الليبرالي عن دائرة ميدستون. وخسر مقعده في انتخابات العام 1880، إلا أنه انتخب خلال وقت قصير عضوًا في جامعة لندن، التي كان نائب مستشارها منذ عام 1872. بصفته عضوًا في البرلمان، عاش لوبوك حياة سياسية استثنائية، وكانت لديه أربع أجندات سياسية رئيسية: حملة لتدريس العلم في المدارس الابتدائية والإعدادية، والدين الوطني والتجارة الحرة وقضايا اقتصادية تتعلق بهما، وحماية الصروح القديمة، وتأمين عطل إضافية وساعات عمل قصيرة للطبقة العاملة. ونجح لوبوك في سن العديد من التشريعات في البرلمان، بما في ذلك قانون عطل المصارف لعام 1871 وقانون الصروح القديمة لعام 1882، إضافة إلى 28 قانونًا برلمانيًا آخر. مع الانشقاق الذي وقع في صفوف الليبراليين لعام 1886 حول قضية حركة الحكم الداخلي الإيرلندية، انضم لوبوك إلى الحزب الوحدوي الليبرالي المنشق في معارضة الحركة. وبصفته مؤيدًا بارزًا للجمعية الإحصائية الملكية، أخذ لوبوك دورًا نشطًا في انتقاد انتهاكات التجارة البلدية وزيادة دين البلدية.
تأثرت أفكار لوبوك حول طبيعة السياسة وقيمتها إلى حد كبير ببحثه العلمي، ولا سيما كتاباته حول المجتمع البشري الأول. ورأى أن الأسس المعرفية للأخلاق يمكن أن تتشكل من خلال الاقتصاد السياسي، وبشكل خاص من خلال نظام تعليم وطني يطبق المواد التي فرضت من قبل الدولة. وكان يرى إمكانية توجيه عقول الأطفال نحو الديمقراطية والليبرالية والأخلاق عبر تعليمهم كيفية القراءة والكتابة. ولتحقيق هذا الهدف، كان لوبوك مؤيدًا بشدة للقانون الابتدائي لعام 1870 ودافع عن تطبيق المنهاج الوطني خلال السبعينيات والثمانينيات من القرن التاسع عشر.
في عام 1879، انتخب لوبوك أول رئيس لمعهد التمويل والمصارف. وفي عام 1881، كان رئيسًا للجمعية البريطانية لتقدم العلوم، وكان منذ عام 1881 حتى عام 1886 رئيسًا للجمعية اللينيانية اللندنية. في شهر مارس من عام 1883، أسس لوبوك بانك ليركس أورفانج، الذي تحول في عام 1986 إلى صندوق تمويل الأعمال الخيرية للمصرفيين، والذي كان جمعية خيرية لموظفي المصارف ومعاليهم السابقيين والحاليين ومعالي المستقبل. في شهر يناير من عام 1884، أسس لوبوك جمعية التمثيل النسبي، والتي أصبحت تعرف لاحقًا بجمعية الإصلاح الانتخابي. 
في اعتراف بمساهماته في العلوم، تلقى لوبوك شهادات فخرية من جامعات أوكسفورد وكامبردج (حيث كان محاضر ليد في عام 1886) وإدنبره ودبلن وفورزبورغ، وعين وصيًا على المتحف البريطاني في عام 1878. وتلقى وسام الاستحقاق الألماني للعلوم والفنون في شهر أغسطس من عام 1902.
منذ عام 1888 حتى عام 1892، كان لوبوك رئيسًا لغرفة تجارة لندن، وترأس في وقت لاحق جمعية غرف التجارة في المملكة المتحدة. في السياسة المحلية، كان لوبوك منذ عام 1889 حتى عام 1890 نائب رئيس مجلس مقاطعة لندن ورئيس له منذ عام 1890 حتى عام 1892. في شهر فبراير من عام 1890، عين لوبوك مستشارًا للمجلس الخاص، وكان رئيسًا للجنة تصميم العملة الجديدة في عام 1891. في 22 من شهر يناير من عام 1900، منح لوبوك مرتبة النبالة كبارون أفيبوري في مقاطعة ويلتشاير، وكان لقبه تخليدًا لذكرى أضخم موقع يعود للعصري الحجري في بريطانيا، والذي كان قد ساعد في الحفاظ عليه. وكان لوبوك رئيسًا للجمعية الإحصائية الملكية منذ عام 1900 حتى عام 1902. 
في شهر نوفمبر من عام 1905، وإلى جانب لورد بينويث كورتني، أسس لوبوك لجنة الصداقة الإنجليزية الألمانية التي كانت تسعى إلى إبطال نفوذ حزب الحرب البريطاني الذي كانت البروباغاندا المناهضة للألمان التي أطلقها قد بلغت ذروتها في تلك الفترة، وتمهيد الطريق لعلاقات أكثر ودية بين إنجلترا وألمانيا.
عادة ما تنسب إلى لوبوك مقولة، «بوسعنا أن نجلس في مكتبتنا وأن نكون في الوقت نفسه في كافة أصقاع الأرض». ويظهر هذا التعبير في كتابه متع الحياة.

## علم الآثار والبيولوجيا
إضافة إلى عمله في مصرف والده، تطور لدى لوبوك اهتمام بعلم الآثار ونظرية التطور. في عام 1855، اكتشف لوبوك وتشارلز كينغسلي جمجمة ثور مسك في حفرة حصى، وقد امتدح داروين ذلك الاكتشاف. تعرض اليوم في المتحف البريطاني مجموعة آثار تعود إلى العصر الحديدي كان لوبوك والسير جون إيفانز قد نقبا عنها في موقع هالستات. وتحدث داعمًا عالم التطور توماس هنري هكسلي في مناظرة التطور الشهيرة التي أقيمت في جامعة أوكسفورد في عام 1860. خلال الستينيات من القرن التاسع عشر، نشر لوبوك عدة مقالات استخدم فيها دليلًا أثريًا في دعم نظرية داروين. في عام 1864، أصبح لوبوك واحدًا من الأعضاء المؤسسين (إلى جانب توماس هنري هكسلي وآخرين) لنادي إكس، الذي كان نادي عشاء ومناقشات تألف من 9 نبلاء روجوا لنظريات الاصطفاء الطبيعي والليبرالية الأكاديمية. وشغل لوبوك عددًا من المناصب الأكاديمية الهامة، من بينها رئيس جمعية علم الأعراق منذ عام 1864 حتى عام 1865، ونائب رئيس الجمعية اللينيانية عام 1865 ورئيس الكونغرس الدولي لعلم آثار ما قبل التاريخ في عام 1868. في عام 1865، نشر لوبوك كتابه عصور ما قبل التاريخ، الذي أصبح كتابًا مرجعيًا في علم الآثار حتى نهاية القرن، ونشرت الطبعة السابعة والأخيرة منه في عام 1913. 
نشر كتاب لوبوك الثاني، حول أصل الحضارة، في عام 1870. وشغل منصب رئيس معهد الانثروبولوجيا في المملكة المتحدة وإيرلندا منذ عام 1871 حتى عام 1872، وأيضًا منصب نائب رئيس الجمعية الملكية في عام 1871. خلال تلك الفترة، عمل لوبوك مع جون إيفانز، الذي كان الشخصية البارزة الأخرى التي ساهمت في تأسيس علم الآثار كفرع معرفي. ونحت لوبوك مصطلحي «العصر الحجري القديم» و«العصر الحجري الحديث» للدلالة على ذلك العصرين الحجريين. وقدم أيضًا نظرية على النمط الدارويني في الطبيعة البشرية والتطور. «الأمر الذي كان جديدًا هو ... إصرار لوبوك على أن الجماعات البشرية، نتيجة للاصطفاء الطبيعي، اختلفت عن بعضها بعضًا، لا من الناحية الثقافية فحسب بل أيضًا في قدراتها البيولوجية لاستخدام الزراعة».